# Justus Liebig-Universität Giessen
La Justus Liebig-Universität Giessen és la universitat de la ciutat de Giessen a l'estat de Hesse a Alemanya. És el successor de la Ludoviciana, l'escola superior creada el 1607 pel landgravi Lluís V de Hessen-Darmstadt, per la formació de funcionaris i pastors luterans. El 1946 va prendre el nom del seu membre més famós, Justus von Liebig (1803-1873) fundador de la moderna química agrícola.

## Història
La universitat és una de les antigues escoles superiors de parla alemanya després de la reforma protestant que va engendrar una ona fundacional a la primeria del segle xvii. Després de la divisió de Landgraviat de Hessen el 1567, la Universitat de Marburg va servir de centre formació comú. Quan aquesta es va convertir al calvinisme, el landgravi Lluís V va veure la necessitat de crear una escola luterana a les seves terres a Giessen. El 1605 va crear la Ludoviciana, així batejat en honor del fundador Lluís V. Molts catedràtics luterans de Marburg hi van trobar refugi. L'emperador Rodolf II va atorgar el privilegi d'universitat el 1607.
Durant la Guerra dels Trenta Anys, l'any 1623 el Consell Àulic va adjudicar Marburg i els afores a Lluís V. Alhora havia de tancar la universitat de Giessen i tornar a Marburg. Marburg va ser reconquistada per Hesse-Kassel el 1645 i la universitat va fugir a Giessen. Després de la pau de Westfàlia, el 1650 reobrir la universitat de Giessen.
Als segles xvii i xviii era una universitat petita que tenia les quatre facultats tradicionals: teologia, dret, medicina i filosofia. Al segle xviii es va engrandir i reformar segons l'exemple de la Universitat de Halle i més encara amb el de la Universitat Georg August a Göttingen. El 1777 es va crear l'efímer Facultat d'Economia, que hauria d'oferir cursus més pràctics o útils. Comprenia, entre d'altres un curs sobre enginyeria forestal. Però Hesse-Darmstadt era un feu no gaire ric i el 1785 va tancar. Uns dels joves experts en els nous rams de la ciència van poder continuar en les facultats de medicina i de filosofia.
El 1806 es va crear el Gran ducat de Hessen i del Rin el que va alliberar més recursos. Recomanat per Alexander von Humboldt i Karl W.G. Kastner, el 1824 el gran duc Lluís I hi va nomenar, contra l'avís del consell de la universitat, Justus Liebig, amb vint-i-quatre anys, com a professor extraordinari. Així va començar una era de desenvolupament de les ciències naturals. El 1831 s'hi va crear un dels primers instituts universitaris d'enginyeria forestal d'Europa.
Al pas cap al segle xx, encoratjat pel gran duc Ernest Lluís IV la universitat es modernitza i s'eixampla: edificis nous, clinica humana i veterinària, aules…, es va crear un veritable barri universitari. El 1908 s'hi van admetre les dones. Durant la crisi del 1929, com a petita universitat, era amenaçada en la seva existència. Això no es va millorar després de la Gleichschaltung pels nazis. Per assegurar-se del control els nazis van centralitzar i tancar molts instituts petits. Per evitar un possible tancament, els professors es fan esforçar –per convicció, o per oportunisme– per donar cabuda als governants nacionalsocialistes. Van cremar de llibres, expulsar professors i estudiants jueus, revocar títols de doctorat en una manca vergonyosa de respecte dels valors acadèmics. Entre 1933 i 1945, vint-i-set catedràtics van ser acomiadats. La universitat, ja molt minvada, va patir els bombardejos del 1944 i no en quedava gaire dempeus a la fi de la Segona Guerra Mundial. El 1945 va ser la fi. El 1946, sota l'ocupació americana, s'hi va crear l'«Escola superior Justus Liebig de cultiu del sól i ciències veterinària». El 1957 va recuperar unes facultats i l'estatut d'Universitat.
Amb onze facultats, és una universitat gairebé completa. El 2020 tenia uns 28.000 estudiants i uns 8.500 treballadors.

## Catedràtics i alumnes notables
A més de Liebig, entre els professors famosos hi ha Alfred Clebsch, Kurt Koffka, Etienne Laspeyres, Christian Nees von Esenbeck, Moritz Pasch, Wilhelm Conrad Röntgen, Eberhard Schrader, Adolf von Harnack, Rudolf von Jhering, Friedrich Gottlieb Welcker, i Christian Wiener.
Entre els alumnes recents es troba el primer ministre Frank-Walter Steinmeier i Brigitte Zypries. Altres alumnes van ser Georg Büchner, Georg Gottfried Gervinus, Johann Jacob Dillenius. Ernest Rutherford, William Schlich i Carl A. Schenck